# Хјумстон (Ајова)
Хјумстон (енгл. Humeston) град је у америчкој савезној држави Ајова. По попису становништва из 2010. у њему је живело 494 становника.

## Демографија
Према попису становништва из 2010. у граду је живело 494 становника, што је -49 (-9.0%) становника више него 2000. године.
| Група             | 2000.       | 2010.       |
| Белци             | 530 (97,6%) | 478 (96,8%) |
| Афроамериканци    | 0 (0,0%)    | 1 (0,2%)    |
| Азијати           | 2 (0,4%)    | 2 (0,4%)    |
| Хиспаноамериканци | 7 (1,3%)    | 3 (0,6%)    |
| Укупно            | 543         | 494         |